# Брег-при-Темениці
Брег-при-Темениці (словен. Breg pri Temenici) — поселення в общині Іванчна Гориця, Осреднєсловенський регіон, Словенія. Висота над рівнем моря: 309,7 м.